# Jan Schaffrath
Jan Schaffrath (født 17. september 1971 i Berlin, Tyskland) er en tidligere tysk professionel cykelrytter og tidligere sportslig leder på Team High Road.
Den 1,87 meter høje Schaffrath blev professionel på Deutsche Telekom i 1997, og var en trofast hjælperytter for holdet i ni sæsoner. Sammen med Erik Zabel, Jan Ullrich, Rolf Aldag og Steffen Wesemann, var han en af de store kontinuitetsbærere på Telekom i denne periode. Schaffrath var ofte en af Zabels vigtigste hjælpere, og gennem at køre udbrud ind og holde feltet samlet ind mod opløbet bidrog han til mange af Zabels utallige sejre i den rosa trøje.
Schaffrath deltog 3, 2 og 1 gange i henholdsvis Vuelta a España, Giro d'Italia og Tour de France. I Touren endte han på en 139. plads sammenlagt i 1999. Han går ofte under kaldenavnet Schaffi.
Efter sæsonen 2005 stoppede Jan Schaffrath overraskende på holdet og fulgte med sin gode ven Zabel til Team Milram, hvor han 1. januar 2006 blev sportslig leder. 17. oktober samme år, blev Schaffrath løst fra kontrakten på grund af personlige årsager. Kun en dag senere blev det offentliggjort at han havde fået nyt job som sportslig leder på T-Mobile Team,  en stilling han har haft siden.